# Mørkefjordsstationen
Mørkefjordsstationen var en kortlivad forskningsstation i Grönland 1939–1941, i den nordöstra delen av Grönland, 1 800 kilometer nordost om Nuuk.
Under Mørkefjordsexpeditionen (Dansk Nordøstgrønlands ekspedition) 1938–1939 byggde expeditionens medlemmar som första åtgärd upp en basstation vid Mørkefjorden, väster om Hvalrossodden och omkring 40 kilometer väster om den tidigare expeditionsbasen Danmarkshavn, som sin bas.
Mørkefjordsstationen var bemannad ytterligare två år efter expeditionens slut, fram till 1941. Anledningen till detta var dels att Danmarks Meteorologiske Institut önskade en fortsatt rapportering av klimatinformation och dels att expeditionsorganisatören Eigil Knuth (1903–1992) inte kunde återvända dit från Köpenhamn på grund av den tyska ockupationen under andra världskriget och beslöt att fortsätta expeditionens verksamhet någon tid. 
Mørkefjordsstationen är numera i ruiner.
Tundraklimat råder i trakten.